# Åsbergets naturreservat
Åsbergets naturreservat är ett naturreservat i Hudiksvalls kommun i Gävleborgs län.
Området är naturskyddat sedan 2024 och är 208 hektar stort. Reservatet ligger väster om Sörforsa och består av berget med dett namn bevuxet med gamla tallskogar och barrblandskogar.